# Erri De Luca
Enrico De Luca, llamado Erri (Nápoles, 20 de mayo de 1950), es un escritor, periodista y poeta italiano.

## Biografía
Su nombre es la italianización del nombre de su tío Harry. Estudió en el Liceo clásico Umberto I. En 1968, a la edad de dieciocho años, se fue a Roma y se unió a Lotta Continua. En 1976 dejó el compromiso político.

Ho fatto il mestiere più antico del mondo. Non la prostituta, ma l'equivalente maschile, l'operaio, che vende il suo corpo da forza lavoro
Erri De Luca, Non ora, non qui, Feltrinelli

Ejerció para vivir muchas artes y oficios, en Italia y en el extranjero, fue el trabajador cualificado, conductor de camión, trabajador de almacén, albañil. Fue trabajador en una fábrica, albañil en Nápoles, después del terremoto, albañil en Francia, voluntario en África, en Tanzania, donde contrajo la malaria, trabajador de pista en el aeropuerto de Catania y albañil en Milán y Roma, hasta 1997. Durante la guerra en la ex Yugoslavia hizo de conductor de convoyes de ayuda humanitaria. En 1999 fue a Belgrado durante el período de los bombardeos de la OTAN.
Estudió como autodidacta diferentes idiomas, incluyendo el ruso, suajili, yiddish y hebreo antiguo, idioma del que ha traducido algunos textos de la Biblia. El propósito de lo que él llama "el servicio de traducción" no era dotar al texto bíblico en un lenguaje fácil o elegante, sino reproducir el texto en la lengua más similar y más obediente al original hebreo.
La publicación, como escritor, de su primera novela, No ahora, no aquí, una recreación de su infancia en Nápoles, se produjo en 1989, cuando tenía casi cuarenta años de edad.
Traducido al francés, español, inglés y otros 30 idiomas, entre 1994 y 2014, recibió el premio de France Culture por el libro Vinagre, arco iris, el Premio Laure Bataillon para Los tres caballos, el Prix Femina étranger para Montedidio, el Premio Petrarca en Alemania, Le Prix Europeen de la Literature en Estrasburgo, el Premio Leteo en España, el Premio Jean Monnet en Francia. Ha colaborado con artículos de opinión en varios periódicos (La Repubblica, Corriere della Sera, Il manifesto, Avvenire).
En 2003 formó parte del jurado de la 56.ª edición del Festival de cine de Cannes, presidido por el director francés Patrice Chéreau, que ha adjudicado a la Palma de oro a la mejor película a Elephant de Gus Van Sant.
El crítico literario del Corriere della Sera, Giorgio De Rienzo, en un artículo en 2009 lo llamó "escritor italiano de la década".
También escribe de montaña, de la que a menudo se define como un gran amante. Fue su padre, un alto militar del cuerpo de los Alpinos, quien le transmitió esta pasión. Es conocido en el mundo del alpinismo y de la escalada deportiva. En el 2002 fue el primer mayor de 50 años en superar un 8b, en la Cueva de la Arenauta de Gaeta (8b+).
En 2005, participó en una expedición en el Himalaya con una amiga, Nives Meroi, una experiencia narrada en el libro En el rastro de Nives. Es amigo y contemporáneo de Mauro Corona, con el que comparte la pasión por el deporte y la literatura. En 2014, fue miembro del jurado del Piolet d'or, un premio francés de montañismo.
En 2009, durante la presentación de un libro de la exbrigadista roja Barbara Balzerani, las palabras con las que define el período de los años de plomo como una "pequeña guerra civil" dieron que hablar.
Se dedica a la temática social y también ha trabajado en temas de migración.
Con la periodista Chiara Sasso, Wu Ming 1, Ascanio Celestini, Claudio Calia, Simone Tufano y Zerocalcare, participó en la escritura del libro Enemigo público. Sobre el túnel en los medios de comunicación: una historia del No TAV, en el cual él escribió la introducción, el texto en apoyo de los derechos de los habitantes del territorio de la Valle de Susa y sus instancias, que también es apoyado por el movimiento No TAV.
Por algunas frases, en una entrevista en septiembre de 2013 en contra de las obras del TAV se le ha enviado a juicio por incitación a cometer un delito.
El proceso en que la contraparte es la LTF - Lyon, Turin Ferroviaire S. A. S. , que tiene contratos para la construcción de la gran obra y el escritor, comenzó el 28 de enero de 2015.
En su folleto, una La palabra contraria, explicó sus razones y el derecho a la libertad de expresión. En apoyo de De Luca fue firmado también un llamamiento de 65 personalidades del cine europeo, incluyendo a Wim Wenders, Claudio Amendola, Mathieu Amalric, Constantin Costa-Gavras y Jacques Audiard en su favor, en que también participan el presidente francés François Hollande, quien defendió al escritor, recogiendo una petición firmada por Salman Rushdie y muchos otros como Fiorella Mannoia, Luca Mercalli y Alex Zanotelli. El 19 de octubre de 2015 es absuelto.
En febrero de 2017 fue el invitado al salón literario de la Universidad Luigi Bocconi de Milán, en el curso de un congreso dedicado a él, que cubrió las etapas esenciales de su experiencia biográfica y bibliográfica.
Con su sobrina Aurora ha llevado al teatro una obra titulada Viaje con Aurora. Vive en la campiña romana.

## La Fundación
En 2011, creó la Fundación Erri De Luca con fines sociales y culturales a través de las herramientas de comunicación de las diferentes disciplinas artísticas. Sus archivos culturales han sido puestos a disposición de la Fundación para la consulta, y también los del periódico Lotta Continua, que pueden consultarse a través de la web.

## Obras

### Ficción, no ficción y otros escritos
- Non ora, non qui, Milano, Feltrinelli, 1989. ISBN 88-07-01389-4; 2009. ISBN 978-88-07-01389-8
- Odorato e Gusto, in Le lingue dei sensi, «Leggere», novembre 1990, ora in I colpi dei sensi
- Lettere a Francesca, Napoli, Guida, 1990. ISBN 88-7188-002-1; Napoli, Dante & Descartes, 2004. ISBN 978-88-88142-65-4
- Una nuvola come tappeto, Milano, Feltrinelli, 1991. ISBN 88-07-01426-2
- La città non rispose, in Italiana. Antologia dei nuovi narratori, Milano, A. Mondadori, 1991. ISBN 88-04-34924-7
- Aceto, arcobaleno, Milano, Feltrinelli, 1992. ISBN 88-07-01444-0
- I colpi dei sensi, Roma, Fahrenheit 451, 1993. ISBN 88-86095-06-6
- In alto a sinistra, Milano, Feltrinelli, 1994. ISBN 88-07-01472-6 [contiene Il pannello]
- Prove di risposta, Roma, Nuova Cultura, 1994 [contiene le Lettere a Francesca]
- Pianoterra, Macerata, Quodlibet, 1995. ISBN 88-86570-03-1
- Il cronista scalzo e altri scritti, Napoli, Prismi, 1996
- Alzaia, Milano, Feltrinelli, 1997. ISBN 88-07-01522-6; 2004. ISBN 88-07-84043-X
- Ora prima, Magnano, Qiqajon, 1997. ISBN 88-8227-003-3
- Come noi coi fantasmi. Lettere sull'anno sessantottesimo del secolo tra due che erano giovani in tempo, con Angelo Bolaffi, Milano, Bompiani, 1998. ISBN 88-452-3738-9
- Tu, mio, Milano, Feltrinelli, 1998. ISBN 88-07-01533-1
- Tre cavalli, Milano, Feltrinelli, 1999. ISBN 88-07-01563-3
- Cattività, con Marco Delogu, Roma, Stampa alternativa, 1999. ISBN 88-7226-530-4
- Tufo, Napoli, Dante & Descartes, 1999
- Un papavero rosso all'occhiello senza coglierne il fiore, Montereale Valcellina, Circolo Culturale Menocchio, 2000
- Elogio del massimo timore. Il salmo secondo, Napoli, Filema, 2000. ISBN 88-86358-45-8
- Montedidio, Milano, Feltrinelli, 2001. ISBN 88-07-01600-1
- Altre prove di risposta, Napoli, Dante & Descartes, 2002. ISBN 88-88142-00-2
- Lettere da una città bruciata, Napoli, Dante & Descartes, 2002. ISBN 88-88142-25-8
- Nocciolo d'oliva, Padova, Messaggero, 2002. ISBN 88-250-1020-6
- Il contrario di uno, Milano, Feltrinelli, 2003. ISBN 88-07-01638-9
- Misteri romani. 22 racconti inediti. Le storie più affascinanti e inquietanti della città, con altri, Roma, Gruppo Editoriale L'Espresso, 2004
- Precipitazioni, Napoli, Dante & Descartes, 2004
- Mestieri all'aria aperta. Pastori e pescatori nell'Antico e nel Nuovo Testamento, con Gennaro Matino, Milano, Feltrinelli, 2004. ISBN 88-07-49032-3
- Immanifestazione. Roma, 15 febbraio 2003, Napoli, Dante & Descartes, 2005. ISBN 978-88-88142-39-5
- Chisciottimista, Napoli, Dante & Descartes, 2005. ISBN 978-88-88142-78-4
- Sulla traccia di Nives, Milano, Mondadori, 2005. ISBN 88-04-54735-9
- In nome della madre, Milano, Feltrinelli, 2006. ISBN 88-07-01709-1; letto dall'autore, Roma-Milano, Emons Italia-Feltrinelli, 2010. ISBN 978-88-07-73501-1
- Napòlide, Napoli, Dante & Descartes, 2006. ISBN 88-88142-88-6
- Una storia ordinaria, in Interni romani, Roma, Gruppo editoriale L'espresso, 2006
- Sottosopra. Alture dell'Antico e del Nuovo Testamento, con Gennaro Matino, Milano, Mondadori, 2007. ISBN 978-88-04-56305-1
- Lettere fraterne, con Izet Sarajlić, Napoli, Dante & Descartes, 2007. ISBN 978-88-6157-021-4
- L'isola è una conchiglia. Racconti, Capri, La conchiglia, 2008. ISBN 978-88-6091-081-3
- Senza sapere invece, Roma, Nottetempo, 2008. ISBN 978-88-7452-174-6 [da il manifesto, 4 febbraio 1990]
- Almeno 5, con Gennaro Matino, Milano, Feltrinelli, 2008. ISBN 978-88-07-49073-6
- Il cielo in una stalla, Castel Gandolfo, Infinito edizioni, 2008. ISBN 978-88-89602-47-8
- In molti giorni lo ritroverai. Incontro con Erri De Luca, di Massimo Orlandi, Pratovecchio, Fraternità di Romena, 2008. ISBN 978-88-89669-23-5
- Il giorno prima della felicità, Milano, Feltrinelli, 2009. ISBN 978-88-07-01773-5
- Tentativi di scoraggiamento (a darsi alla scrittura), Napoli, Dante & Descartes, 2009. ISBN 978-88-6157-068-9
- Penultime notizie circa Ieshu/Gesù, Padova, Messaggero, 2009. ISBN 978-88-250-2453-1
- Il peso della farfalla, Milano, Feltrinelli, 2009. ISBN 978-88-07-01793-3
- Tu non c'eri. Scrittura per scene, Napoli, Dante & Descartes, 2010. ISBN 978-88-6157-086-3
- Le rivolte inestirpabili, con Danilo De Marco, Udine, Forum, 2010. ISBN 978-88-8420-639-8
- E disse, Milano, Feltrinelli, 2011. ISBN 978-88-07-01843-5
- Le sante dello scandalo, Firenze, Giuntina, 2011. ISBN 978-88-8057-401-9
- I pesci non chiudono gli occhi, Milano, Feltrinelli, 2011. ISBN 978-88-07-01855-8
- Il turno di notte lo fanno le stelle, con DVD, Milano, Feltrinelli, 2012. ISBN 978-88-07-73055-9
- A piedi, in bicicletta, con Fabio Pierangeli, Bagheria, Drago, 2012. ISBN 978-88-95082-31-8
- Il torto del soldato, Milano, Feltrinelli, 2012. ISBN 978-88-07-01903-6
- La doppia vita dei numeri, Milano, Feltrinelli, 2012. ISBN 978-88-07-01916-6
- Ti sembra il Caso? Schermaglia fra un narratore e un biologo, con Paolo Sassone Corsi, Milano, Feltrinelli, 2013. ISBN 978-88-07-49143-6
- Storia di Irene, Milano, Feltrinelli, 2013. ISBN 978-88-07-03054-3
- La musica provata, Milano, Feltrinelli, 2014. ISBN 978-8-807-03103-8
- Prefazione a Sotto il cielo di Lampedusa, Rayuela, Milano, 2014
- La parola contraria, Milano, Feltrinelli. 2015. ISBN 978-8-807-42138-9
- Il più e il meno, Milano, Feltrinelli, 2015. ISBN 978-88-07-03162-5
- La faccia delle nuvole, Milano, Feltrinelli, 2016. ISBN 9788807031847
- La Natura Esposta, Milano, Feltrinelli, 2016. ISBN 978-8807031991
- Diavoli custodi, con Alessandro Mendini, Feltrinelli, 2017. ISBN 9788807032554
- Se i delfini venissero in aiuto, Napoli, Dante & Descartes, 2017. ISBN 978-8861571488
- Nocciolo d'oliva, Padova, EMP, 2018. ISBN 978-88-25-01020-6
- Pianoterra, Milano, Feltrinelli, 2018. ISBN 978-88-07-89120-5
- Il giro dell'oca, Feltrinelli, 2018. ISBN 978-88-07-03321-6
- Impossibile, Feltrinelli 2019. ISBN 978-88-07-03355-1

### Colecciones de poesía
- Opera sull'acqua e altre poesie, Torino, Einaudi, 2002. ISBN 88-06-16174-1
- Solo andata. Righe che vanno troppo spesso a capo, Milano, Feltrinelli, 2005. ISBN 88-07-42110-0
- L'ospite incallito, Torino, Einaudi, 2008. ISBN 978-88-06-19261-7
- Bizzarrie della provvidenza, Torino, Einaudi, 2014, ISBN 978-88-06-20907-0

### Teatro y cine
Por primera vez se acercó a la escena con Marco Paolini, Mario Brunello, Gianmaria Testa y Gabriele Mirabassi. Junto con Gianmaria Testa y Gabriele Mirabassi ha llevado durante muchos años a la escena, el recital de "el Quijote y los invencibles", renovada con "Chisciottimisti". Con su nieta Aurora De Luca ha organizado el recital de "Viaje con Aurora". Sara Cianfriglia y Simone Gandolfo han puesto en escena "En el nombre de la madre" sobre el embarazo de Miriam/María, tomado de su libro. Con Stefano Di Battista y Nicky Nicolai y otros músicos subieron al escenario con "La musica provata", tomada del libro del mismo título.
- Dispersión: una obra de música y danza, Milano, Edizioni Suvini Zerboni, 1997
- El último viaje de Simbad, Torino, Einaudi, 2003. ISBN 88-06-16630-1
- La picadura de la luna nueva. Historia para voces en tres habitaciones, Milano, Mondadori, 2005. ISBN 88-04-54491-0
- El Quijote y los invencibles. La historia, la letra, la música, con Gianmaria Testa y Gabriele Mirabassi, con DVD, Roma, Fandango libri, 2007. ISBN 978-88-6044-087-7
- Viaje con Aurora, con la Aurora De Luca, Olek Mincer y Michela Zanotti, Teatro Cronaca, 2010

Escribe e interpreta con Isa Danieli, el corto "Di la' dal vetro", dirigido por Andrea Di Bari. Escribe y participa en el cortometraje "El turno de noche lo hacen las estrellas", dirigido por Edoardo Ponti. Escribió el guion de "La voz humana" para Sophia Loren, la traducción del texto de Cocteau en napolitano, dirigida por Edoardo Ponti. Participa en el cortometraje "Solo andata", dirigido por Alessandro Gassman. Escribe y participa en la película para DVD "La musica provata", dirigida por Emanuele Sana. Escribe y participa en el documental "Los árboles que caminan", dirigido por Mattia Colombo.

### Traducciones
- Éxodo/Nombres, Milano, Feltrinelli, 1994. ISBN 88-07-82093-5
- Jonás/Jona, Milán, Feltrinelli, 1995. ISBN 88-07-82122-2
- Kohèlet/Eclesiastés, Milán, Feltrinelli, 1996. ISBN 88-07-82137-0
- El libro de Rut, Milán, Feltrinelli, 1999. ISBN 88-07-82150-8
- La urgencia de la libertad. El Jubileo y los años sagrados del Levítico-Vaikra, Napoli, Filema, 1999. ISBN 88-86358-33-4
- El salmo segundo, Alabanza del máximo temor, en "Micromega", no. 2, 2000, pp. 297-302
- Dovid Katz, Nòah Anshel del otro mundo, Nápoles, Dante y Descartes, 2002. ISBN 88-88142-16-9
- La vida de Sansón. Del libro de los Jueces/Shoftim, los capítulos 13, 14, 15, 16, Milano, Feltrinelli, 2002. ISBN 88-07-82163-X
- La vida de Noé/Nòah. El salvavidas. Del libro del Génesis/Bereshit, Milano, Feltrinelli, 2004. ISBN 88-07-82172-9
- Alexander S. Pushkin, El invitado de piedra. La invitación a la muerte de Don Juan. Pequeña tragedia en verso, Milano, Feltrinelli, 2005. ISBN 88-07-82179-6
- Itzak Katzenelson, el Canto del pueblo yidish llevado a la muerte, Milano, Mondadori, 2009. ISBN 978-88-04-58441-4

### Colaboraciones
- Prólogo del libro de Oreste Scalzone e Paolo Persichetti, Il nemico inconfessabile. Sovversione sociale, lotta armata e stato di emergenza dagli anni Settanta a oggi, Odradek, 1999
- Prólogo del libro de (con Gilles Perrault) Paolo Persichetti, Esilio e castigo. Retroscena di un'estradizione, La Città del Sole, 2005
- Dialogo con la città. Crescenzio Sepe dialoga con Erri de Luca", con Crescenzio Sepe, Dante & Descartes, 2008
- Prólogo del libro de Barbara Balzerani, Perché io, perché non tu, Roma, DeriveApprodi, 2009
- Prólogo del libro de Izet Sarajlic, Chi ha fatto il turno di notte, Einaudi, 2012

## Premios y reconocimientos
- En 2002 recibió la ciudadanía honoraria del municipio de Ischia.[20]